# Nemzetbiztonsági Szakszolgálat
A Nemzetbiztonsági Szakszolgálat, röviden NBSZ Magyarország egyik polgári titkosszolgálata. Elődszervezete a pártállam idején a Belügyminisztérium III/V. Csoportfőnöksége volt. 1996-ban választották le a Nemzetbiztonsági Hivatalról. Az NBSZ maga ritkán kezdeményez megfigyelést (maximum a saját emberei biztonsági ellenőrzésére), szolgáltató szervezetként az erre feljogosított szervezetek tevékenységét segíti többek közt technikai eszközök, telefonlehallgatás, környezettanulmány, titkos kutatás, fedőokirat biztosításával. Rendelkeznek még egy komoly szakértői háttérrel is, amelyben tolmácsok, technikusok, számítógépes szakemberek és különféle más szakterületek képviselői is jelen vannak.

## Feladatai
A nemzetbiztonsági szolgálatokról szóló törvény alapján:
- A Nemzetbiztonsági Szakszolgálat feladata a Magyar Köztársaság nemzetbiztonsági védelmének, a bűncselekmények megelőzésének és feltárásának, valamint az igazságszolgáltatás hatékonyságának elősegítése. A szolgálat magasan képzett szakembereivel, folyamatosan fejlesztett eszközeinek és módszereinek alkalmazásával, titkos információgyűjtési és adatszerzési, továbbá szakértői szolgáltatásokat nyújt az igénybevételre törvényi jogosultsággal rendelkező nemzetbiztonsági és bűnüldöző szerveknek.
- Az NBSZ célja, hogy a tevékenységét szabályozó törvények maradéktalan betartásával, a jogszerűség, a szakszerűség és az átláthatóság biztosításával védje a jogállami követelmények teljesülését és folyamatosan erősítse a Szakszolgálat és a nemzetbiztonsági tevékenység iránti közbizalmat.
- Az NBSZ munkatársai hivatástudattal, politikai függetlenséggel, esküjükhöz híven szolgálják a Magyar Köztársaságot. A megrendelői igényeket a jogi és jogosultsági követelmények garantálásával, a rájuk bízott titkok megőrzésével, elfogulatlanul, a rendelkezésükre álló erőforrások lehető legoptimálisabb felhasználásával teljesítik. Minőségi munkájukkal az aktuális feladat-végrehajtásra összpontosítanak, de szoros együttműködés keretében, szakismeretük és tapasztalatuk alapján tett javaslatokkal is segítik a megrendelő szervek minél eredményesebb munkáját.
- Az NBSZ folyamatos fejlődésre törekszik a tudományos, valamint az önálló kutatás-fejlesztési eredmények adaptálásával, munkatársai szakismereteinek bővítésével, teljesítőképességének, szolgáltatásai és szakértői tevékenysége színvonalának javításával.

### A titkos információgyűjtő eszközök és módszerek megrendelésére jogosult szervezetek
Jelenleg 8 szervezet jogosult titkos információgyűjtő eszközök és módszerek megrendelésére, ezek pedig a következők: Rendőrség, Terrorelhárítási Központ, Alkotmányvédelmi Hivatal, Információs Hivatal, Katonai Nemzetbiztonsági Szolgálat, Nemzeti Védelmi Szolgálat, Nemzeti Adó- és Vámhivatal, és az Ügyészség.

## Szervezeti felépítése

### Szervezeti felépítése 2009-től 2010-ig
Balajti László vezérőrnagy a Nemzetbiztonsági Hivatalhoz való távozása után 2009. szeptember 1-jétől 2010. június 30-ig megbízott főigazgatóként Mogyoró Imre dandártábornok, a főigazgató korábbi általános helyettese vezette. Polgári nemzetbiztonsági szolgálatként működését a polgári titkosszolgálatokat felügyelő tárca nélküli miniszter felügyelte.

### Szervezeti felépítése 2010 után
2010-től a szolgálatot főigazgatóként Dr. Boda József (ejtőernyős) dandártábornok vezette. A szervezet működését a Kormány irányítása alá tartozó belügyminiszter felügyeli közvetlenül; a működése során szoros kapcsolatban van az Alkotmányvédelmi Hivatal, az Információs Hivatal vezetőjével, valamint az adatvédelmi biztossal.
A szervezet törvényességi felügyeletét az Országgyűlés, az Állami Számvevőszék, a Kormányzati Ellenőrzési Hivatal, az állampolgári jogok országgyűlési biztosa, az adatvédelmi biztos valamint a nemzeti és etnikai kisebbségi jogok biztosa végzi.
A Nemzetbiztonsági Szakszolgálat főigazgatója 2022. június 4-től dr. Kiss Csaba nb. dandártábornok.

## Működési adatok
Alapadatok, a költségvetési törvények alapján:
|                          | 2006     | 2007     | 2008     | 2009     | 2010     | 2011     | 2012     |
| költségvetés (millió Ft) | 17 676,0 | 17 867,8 | 18 945,7 | 17 633,2 | 15 128,5 | 15 655,1 | 15 200,0 |
| létszám (fő)             | 2033     | 2048     | 2068     | ?        | ?        | ?        | ?        |
| ------------------------ | -------- | -------- | -------- | -------- | -------- | -------- | -------- |

## Főigazgatók
A Nemzetbiztonsági Szakszolgálat főigazgatói:
- 1996.03.01. – 1998.10.31. : Hevesi Tóth Ferenc vezérőrnagy
- 1998.11.01. – 2002.08.04. : Chladek István vezérőrnagy
- 2002.08.05. – 2007.11.30. : Hetesy Zsolt ezredes[3]
- 2007.12.01. – 2009.12.21. : Balajti László dandártábornok[4]
- 2009.09.01. – 2009.12.21. : Mogyoró Imre dandártábornok, mint általános helyettes megbízva.
- 2009.12.22. – 2010.06.30. : Dobokay Gábor altábornagy[5][6]
- 2010.07.01. – 2014.07.15. / 31. : Boda József vezérőrnagy[7]
- 2014.08.01. – 2022. 06.04. : Dr. Szabó Hedvig nb. altábornagy[8][9]
- 2022.06.04. –                       dr. Kiss Csaba nb. dandártábornok

## jegyzetek
- 1995. évi CXXV. törvény a nemzetbiztonsági szolgálatokról[halott link]

1. 1 2  1995. évi CXXV. törvény a nemzetbiztonsági szolgálatokról
2. ↑  Forrás: az NBSZ honlapja. [2012. január 23-i dátummal az eredetiből archiválva]. (Hozzáférés: 2011. november 27.)
3. ↑  2003.02.18-tól vezérőrnagy[halott link]
4. ↑  112/2009. (XII. 23.) ME határozat a Nemzetbiztonsági Szakszolgálat főigazgatójának felmentéséről
5. ↑  114/2009. (XII. 23.) ME határozat a Nemzetbiztonsági Szakszolgálat főigazgatójának kinevezéséről
6. ↑  54/2010. (VII. 8.) ME határozat a Nemzetbiztonsági Szakszolgálat főigazgatójának felmentéséről
7. ↑  55/2010. (VII. 8.) ME határozat a Nemzetbiztonsági Szakszolgálat főigazgatójának kinevezéséről
8. ↑  91/2014. (VII. 18.) ME határozat a Nemzetbiztonsági Szakszolgálat főigazgatójának kinevezéséről
9. ↑  99/2014. (VII. 31.) ME határozat a Nemzetbiztonsági Szakszolgálat főigazgatójának kinevezéséről és miniszterelnöki határozat visszavonásáról